# ヒュー・ケアンズ (初代ケアンズ伯爵)

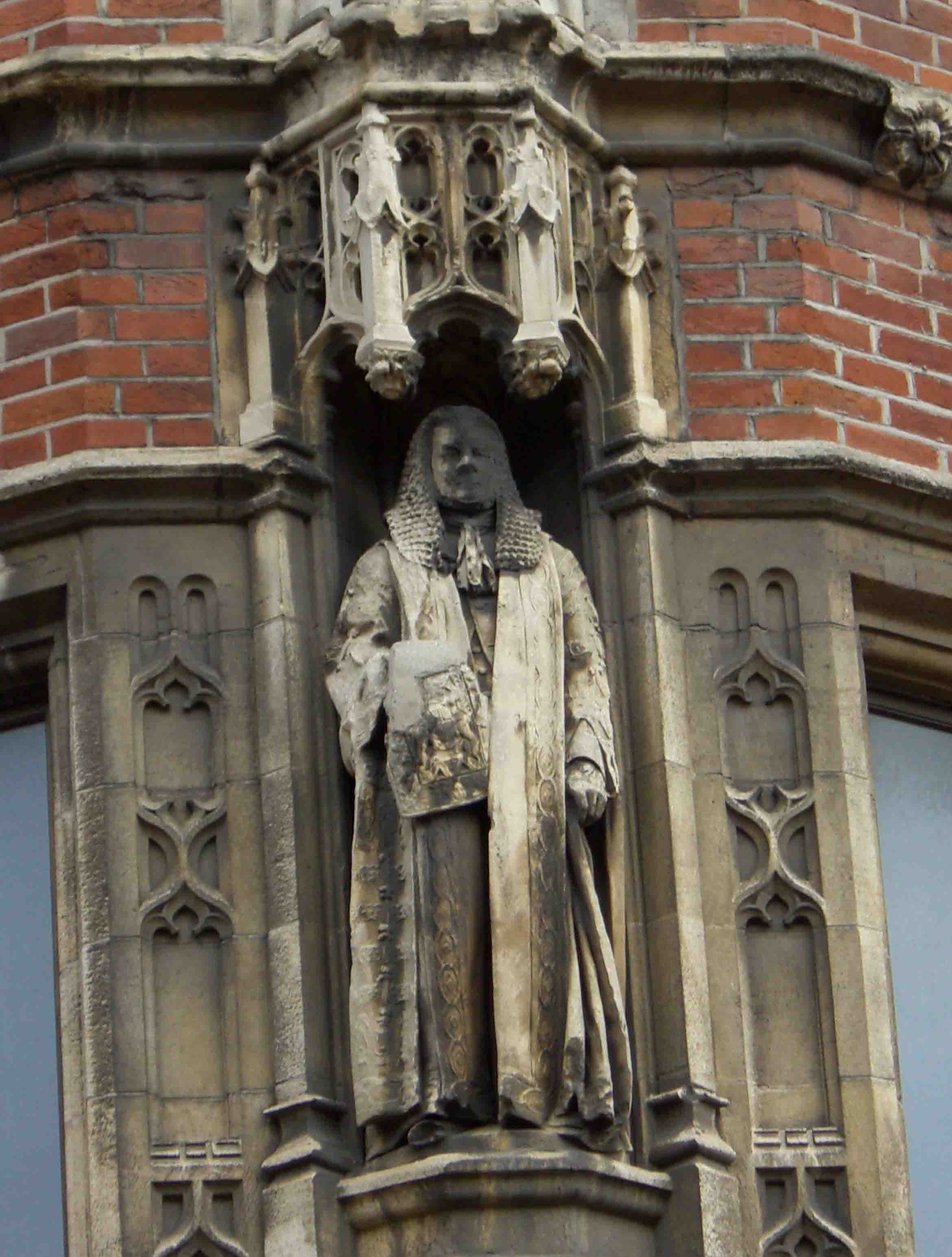
シェフィールドの教会通りにあるケアンズ卿の像。

初代ケアンズ伯爵ヒュー・マッカルモント・ケアンズ（英: Hugh McCalmont Cairns, 1st Earl Cairns, PC, QC、1819年12月27日 - 1885年4月2日）は、イギリスの政治家、法律家、貴族。
保守党の政治家、また法曹として活躍。保守党党首ベンジャミン・ディズレーリの側近として2度のディズレーリ内閣に大法官として入閣した。

## 経歴
1819年に軍人ウィリアム・ケアンズとその後妻ロザーナ（旧姓ジョンストン）の間の三男として誕生。
1838年にダブリン大学トリニティ・カレッジからバチュラー・オブ・アーツ（BA）やバチュラー・オブ・ローの学位を取得して卒業。1844年にミドル・テンプルに入学して弁護士資格を取得。
1852年から1866年にかけてはベルファスト選挙区から選出されて保守党所属の庶民院議員を務めた。
法律家としても活躍を続け、1856年には勅選弁護士となり、1858年から1859年にかけては法務次官、1866年には法務総裁、1866年から1868年にかけては上訴法廷の裁判官（法官貴族）となる。
1867年にケアンズ・オブ・ガーモイル男爵の爵位を与えられた。
政界においてケアンズ卿はベンジャミン・ディズレーリと親しかった。1868年2月から12月にかけて成立した第一次ディズレーリ内閣では、ディズレーリに睨まれて大法官の座を追われた初代チェルムズフォード男爵に代わって大法官（貴族院議長）として入閣している。さらに野党期の1869年には保守党貴族院院内総務となったが、一会期で辞職した。1874年から1880年にかけての第二次ディズレーリ内閣でも大法官として入閣した。閣内でも最も首相ディズレーリと親しい閣僚の一人であった。
1878年にはケアンズ伯爵の爵位を与えられた。
1885年4月2日にボーンマスで死去した。

## 栄典

### 爵位
- 1867年、初代ケアンズ・オブ・ガーモイル男爵（連合王国貴族爵位）
- 1878年、初代ケアンズ伯爵（連合王国貴族爵位）
- 1878年、初代ガーモイル子爵（連合王国貴族爵位）[3]

### その他
- 1858年、ナイト
- 1862年、法学博士号（LLD）（ダブリン大学トリニティ・カレッジ名誉学位）
- 1863年、民事法学博士号（DCL）（オックスフォード大学名誉学位）
- 1866年、枢密顧問官（PC）
- 1867年-1885年、ダブリン大学学長[3]

## 家族
1856年にメアリー・ハリエット・マクネイルと結婚し、彼女との間に以下の7子を儲けた。
- 第1子（長男）ヒュー・ケアンズ（? - 1858年）
- 第2子（長女）リリアス・シャーロット嬢（1860年 - 1889年）：ヘンリー・シャーブルックと結婚。
- 第3子（次男）第2代ケアンズ伯爵アーサー・ウィリアム・ケアンズ（英語版）（1861年 - 1890年）
- 第4子（三男）第3代ケアンズ伯爵ハーバート・ジョン・ケアンズ（英語版）（1863年 - 1905年）
- 第5子（四男）第4代ケアンズ伯爵ウィルフレッド・ダラス・ケアンズ（英語版）（1865年 - 1946年）
- 第6子（五男）ダグラス・ハリーバートン・ケアンズ閣下（1867年 - 1937年）
- 第7子（次女）キャスリーン・メアリー嬢（1870年 - 1939年）：エドワード・エリオット師と結婚。